# Чуга (приток Алдана)
Чу́га — река в Якутии (Россия), левый приток Алдана, принадлежит к бассейну реки Лены. Протекает по территории Алданского улуса и Олёкминского района Якутии. Длина — 236 км, площадь водосборного бассейна составляет 7270 км².
Берёт начало, вытекая из небольшого озера Чуга на Чугинском плоскогорье, на границе Олёкминского и Нерюнгринского района, на высоте 1003 метра над уровнем моря. Протекает по западной окраине Алданского нагорья; сначала течёт в северном направлении, затем последовательно поворачивает на северо-восток и восток. В верховьях встречаются наледи. Берега поросли редколесьем, кустарником и стлаником. После впадения главного притока реки Нэлуки Чуга становится значительно полноводней и течет в узкой долине среди холмов, поросших лесом. Берега речной долины крутые, во многих местах встречаются останцы и каменные россыпи. Крупные камни местами образуют шиверы. Извилистое русло шириной 70-200 м разделяется на короткие протоки с многочисленными валунно-галечными перекатами. Впадает в Алдана слева в 1894 км от его впадения в Лену, почти напротив впадения Большого Нимныра, на высоте 371 м над уровнем моря. Глубина в нижнем течении — 0,7 м. Река замерзает с первой половины октября по первую половину мая.
Населённых пунктов на реке нет.

## Основные притоки
Указаны поименованные притоки длиной 30 км и более.
| Название   | Расстояние от устья | Длина | Положение |
| ---------- | ------------------- | ----- | --------- |
| Балаганнах | 61                  | 77    | левый     |
| Аппарах    | 74                  | 31    | левый     |
| Нэлуки     | 105                 | 122   | левый     |
| Джелтукта  | 136                 | 32    | левый     |

## Данные водного реестра
По данным государственного водного реестра России относится к Ленскому бассейновому округу, речной бассейн — Алдан, водохозяйственный участок — Алдан от истока до водомерного поста города Томмот.
Код объекта в государственном водном реестре — 18030600112117300001476.